# Washington (hrabstwo Vilas)
Washington – miasto w Stanach Zjednoczonych, w stanie Wisconsin, w hrabstwie Vilas.